# Nikola Moetaftsjiev
Nikola Moetaftsjiev (Bulgaars : Никола Мутафчиев) (Stara Zagora, 10 augustus 1904 - Aldaar, 24 maart 1963) was een Bulgaars voetballer. Hij heeft gespeeld bij Levski Sofia.

## Loopbaan
Moetaftsjiev maakt zijn debuut in Bulgarije in 1924. Hij speelde zijn eerste interland tegen Oostenrijk en hij verloor echter met 6-0. Hij maakte deel uit van de selectie voor het voetbaltoernooi op de Olympische Zomerspelen 1924. Hij werd met Bulgarije 12e plaats.
Moetaftsjiev broer is ook een prof voetballer, Dimitar Mutafchiev.
Moetaftsjiev overleed op 24 maart 1963.